# Kustvlakte

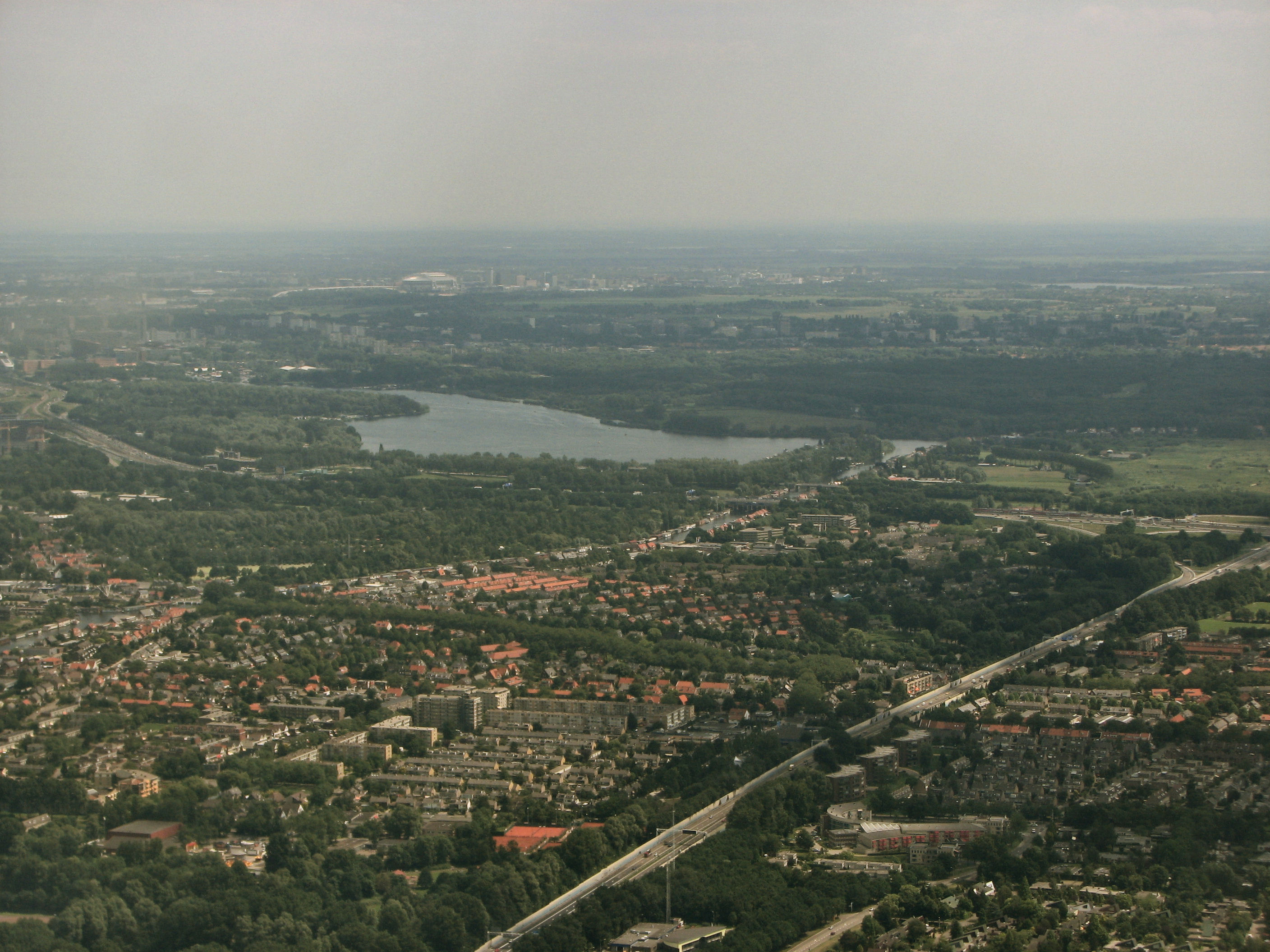
De Hollandse kustvlakte, met op de voorgrond Badhoevedorp.

Een kustvlakte is een gebied van laagliggend (0 tot 5 meter hoog) vlak land dat grenst aan een kustgebied. Kustvlaktes bevatten meestal van nature moerassig land, lagunes en meren. Deze worden afgewisseld met de benedenlopen van rivieren, die door bijvoorbeeld delta's of estuaria in de zee uitmonden. De kuststrook zelf bestaat naast een kustvlakte vrijwel altijd uit duinen of wad met barrière-eilanden en wordt meestal niet meer bij de kustvlakte gerekend.
Geologisch gezien vormen kustvlaktes het continentale gedeelte van een sedimentair bekken, waarvan het centrale deel door een zee bedekt wordt. Sedimentaire bekkens zijn plekken waar sediment accumuleert; er vindt afzetting of depositie plaats. De gesteenten aan het oppervlak zijn daarom meestal geologisch gezien zeer jong.
Een voorbeeld van een kustvlakte is het vlakke gebied in het westen van Vlaanderen en het grootste gedeelte van Nederland. Deze kustvlakte loopt verder naar het oosten door en beslaat ook een groot deel van het noorden van Duitsland. Ander voorbeelden zijn het vlakke gebied Les Landes in zuidwest Frankrijk en de Atlantische Kustvlakte langs de oostkust van de Verenigde Staten. Nog een voorbeeld is de Kustvlakte van Suriname.